# SIEL (bus)
«  Altaïr (bus) » redirige ici. Pour les autres significations, voir Altair.
 (novembre 2021).

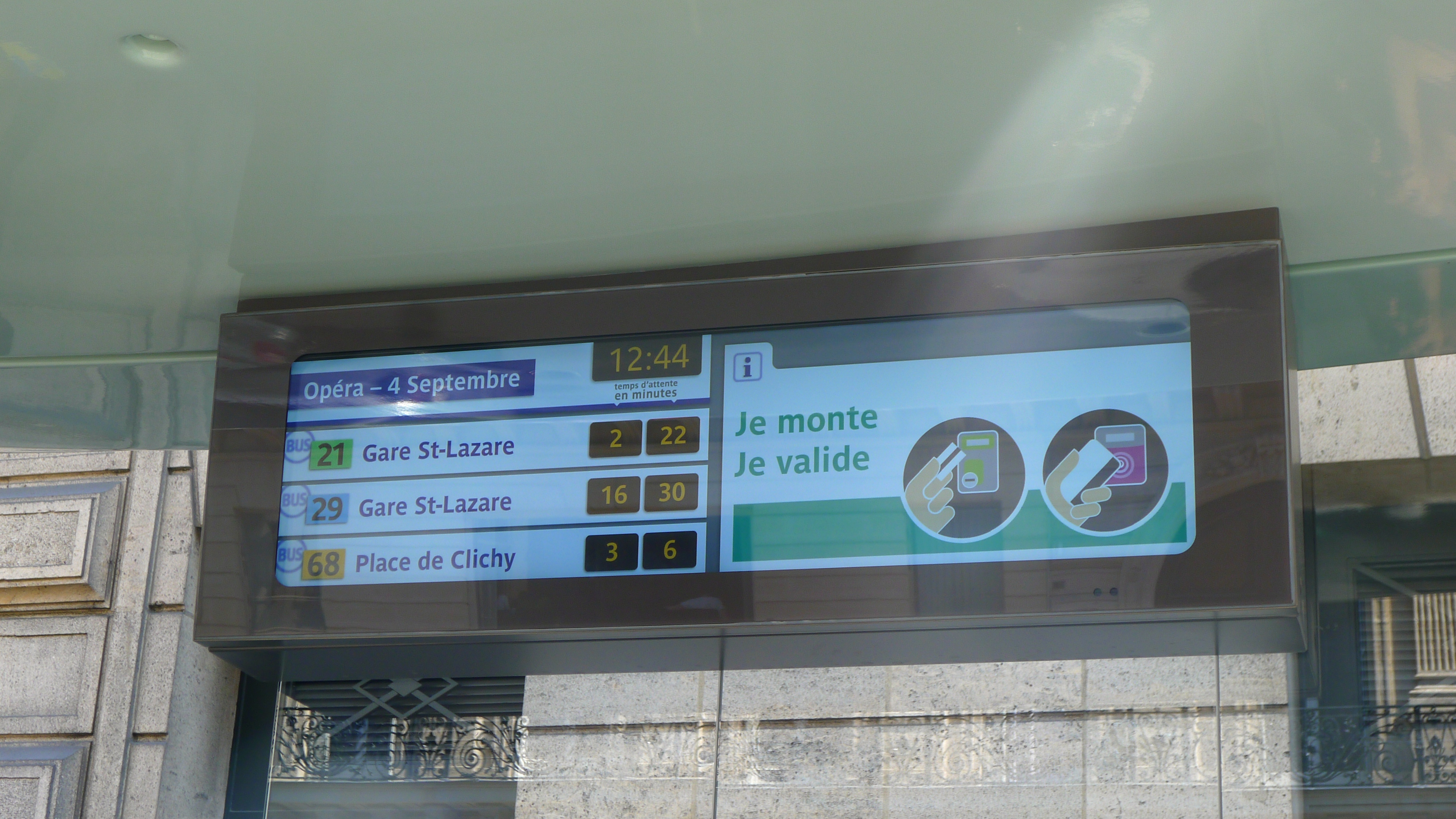
Panneau BIV BCC en couleurs à la station Opéra, système en cours (juillet 2015) de généralisation.

Le Système d'Information en ligne bus est un système de géolocalisation des véhicules et d'information voyageurs déployé par la  RATP sur son réseau de surface depuis le début des années 2000.
Par métonymie, ce nom désigne aussi les Bornes d'Information Voyageurs (BIV).

## Histoire

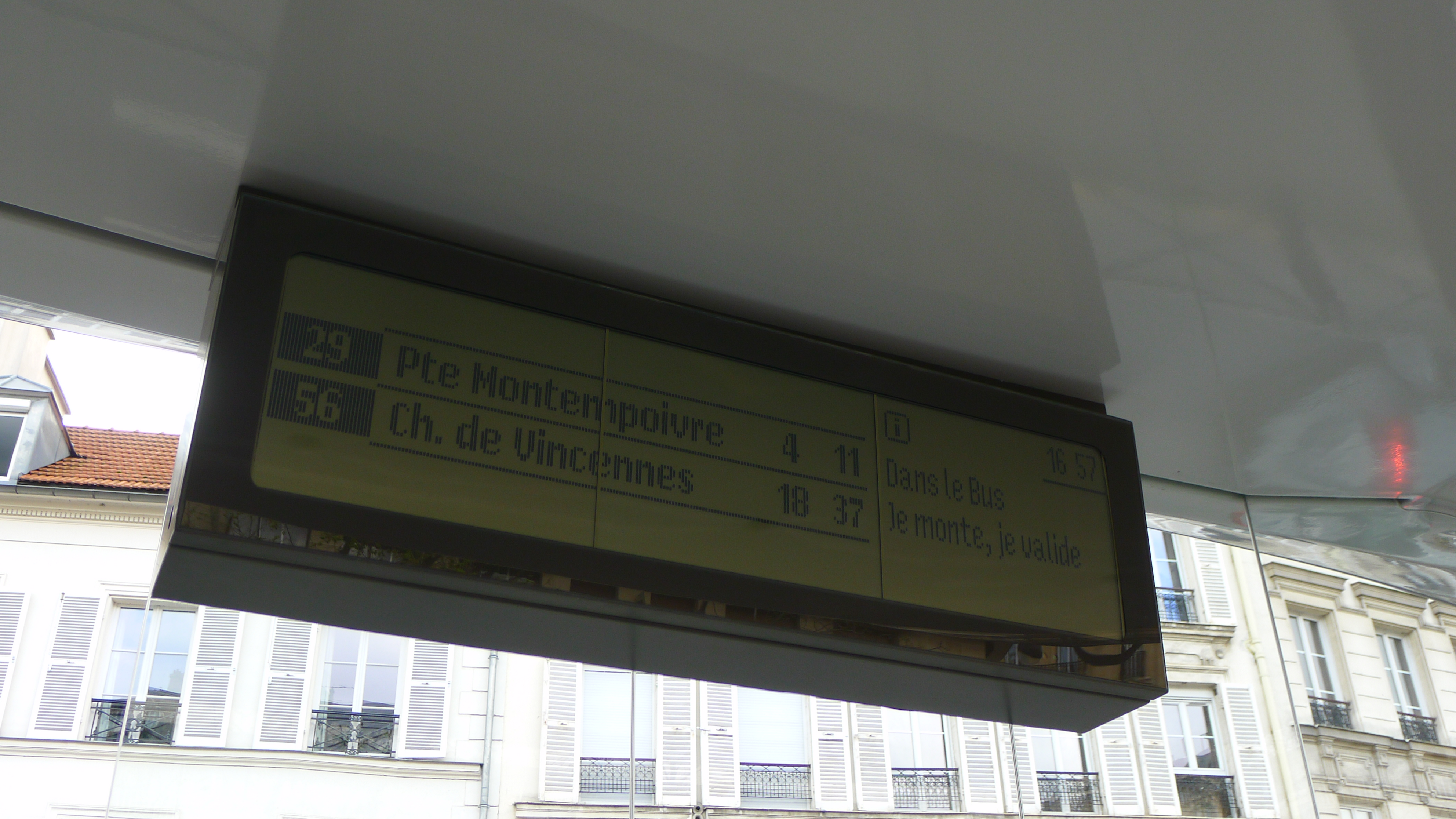
Panneau BIV BC à l'arrêt Docteur Netter des lignes de bus RATP 29 et 56 dans le de Paris.

Les usagers des bus ont toujours souffert d'un manque d'information à la fois aux points d'arrêt et à l'intérieur des bus. La RATP a entrepris dès 1991 des recherches visant à pallier ce problème. Cela a débouché sur le développement d'un appareil efficace et peu coûteux de radiolocalisation des véhicules utilisant la technologie GPS.

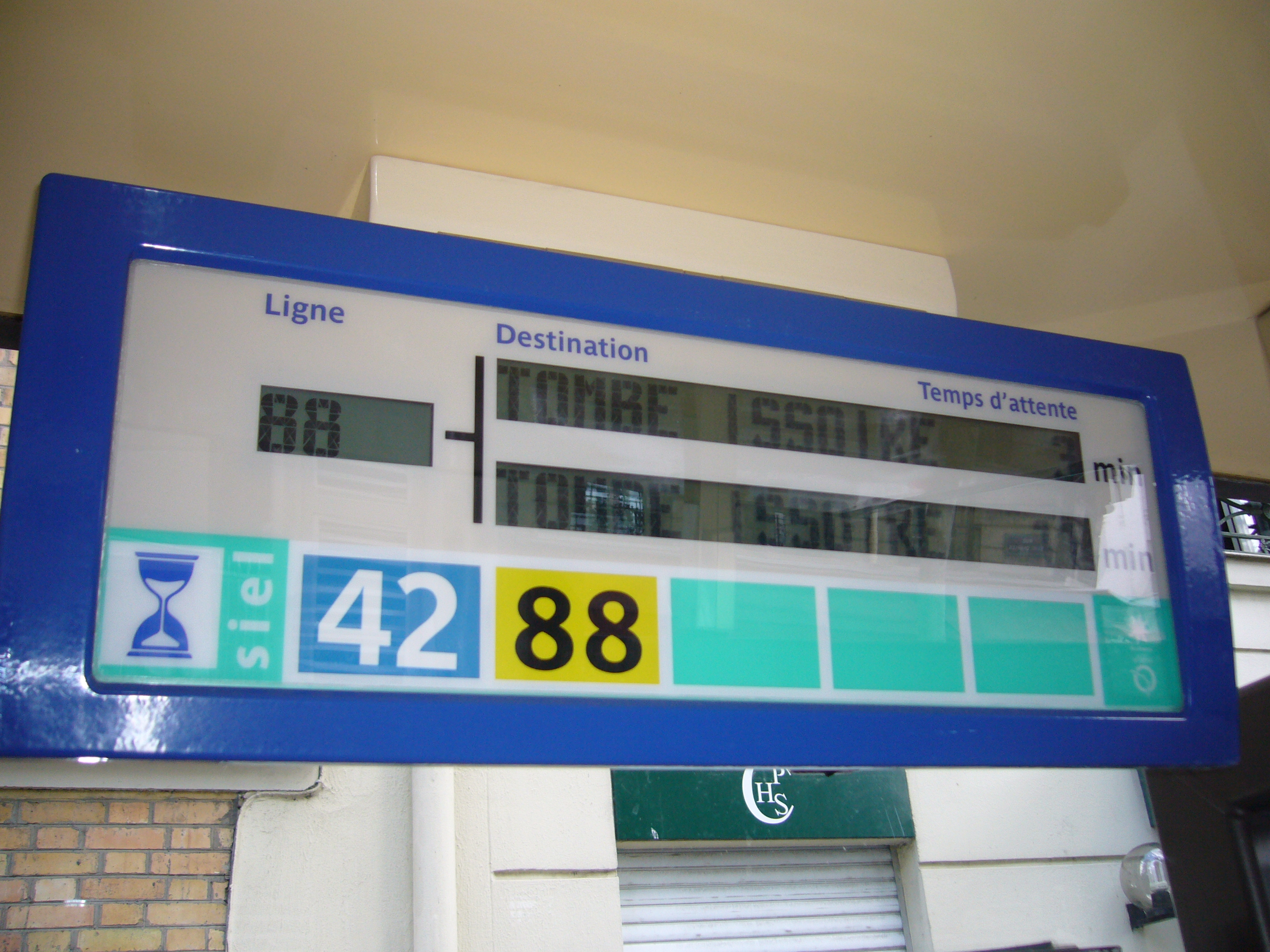
Ancien écran de visualisation BIV DARC abri aux points d'arrêts des lignes de bus RATP, ils sont en cours de remplacement.

À partir de 1994, ce système est installé et utilisé sur des centaines de bus à des fins de sécurité et connu sous le nom d'aide à l'intervention globale des lignes en exploitation (AIGLE). Le système donne une connaissance instantanée de la position du bus aux équipes de régulation, lors d’incidents.
La première phase d'expérimentation du système à des fins de régulation et d'information des voyageurs débuta en 1995. Elle permit d'équiper cinq lignes en régulation et trois en informations voyageurs. Pour les voyageurs, la première expérimentation visible a été faite sur la ligne 47, au début de l'année 1995.
En 1996, le système, connu alors sous le nom d'ALTAIR, est étendu à deux lignes de bus supplémentaires, les lignes 62 et 272.
Depuis le second semestre 2014, le remplacement des abribus parisiens a été mis en œuvre. Ainsi, ce sont près de 2 000 abris qui ont été remplacés, équipés de panneaux BIV à cristaux liquides.
En 2019, la mairie de Paris a créé 200 nouveaux arrêts de bus équipés d'écrans tactiles et de panneaux BIV à écrans LED. Elle remplace progressivement les panneaux SIEL actuels par des écrans LED.

### Information des voyageurs

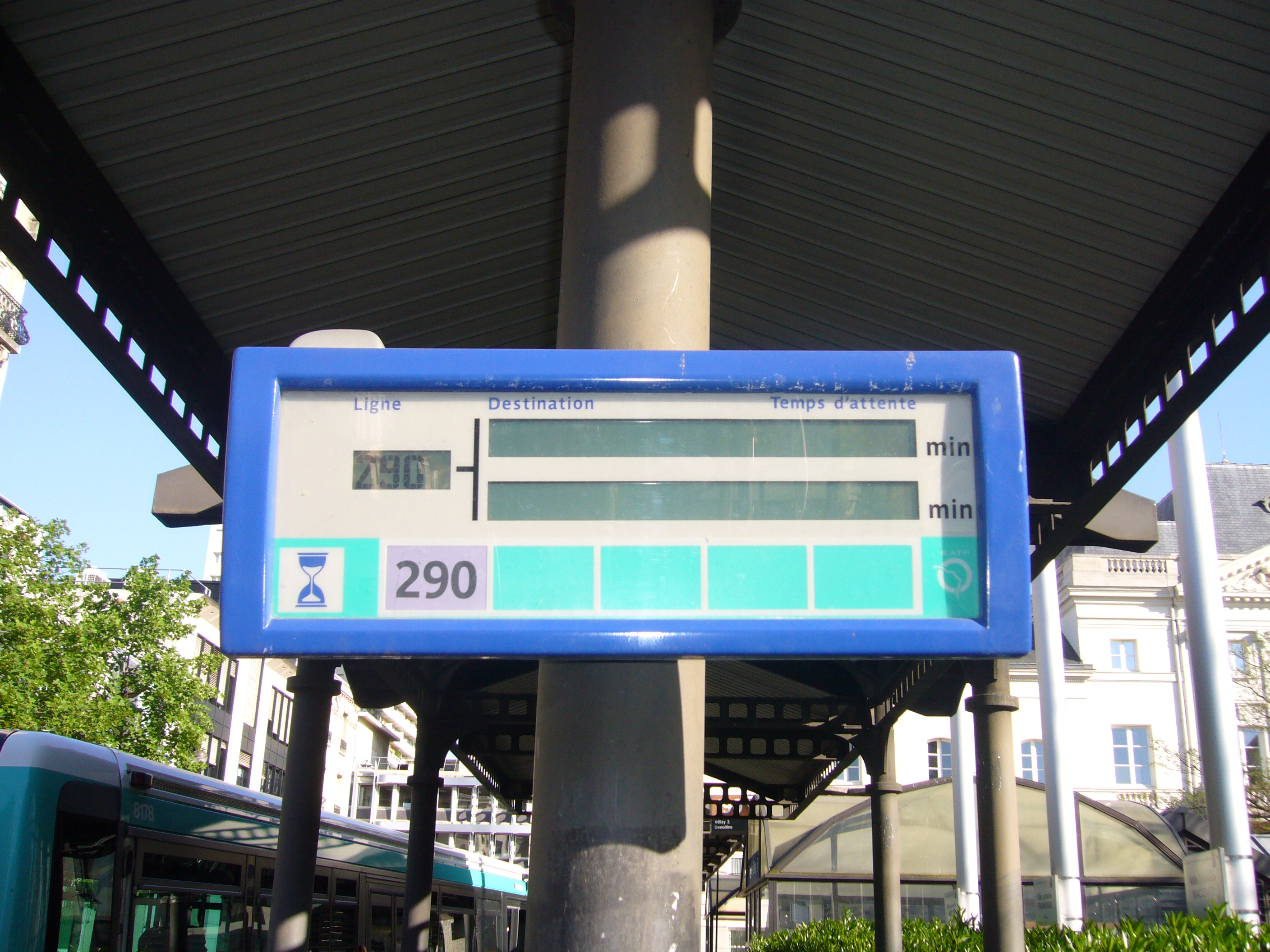
Les écrans SIEL peuvent être attachés à de simples poteaux...

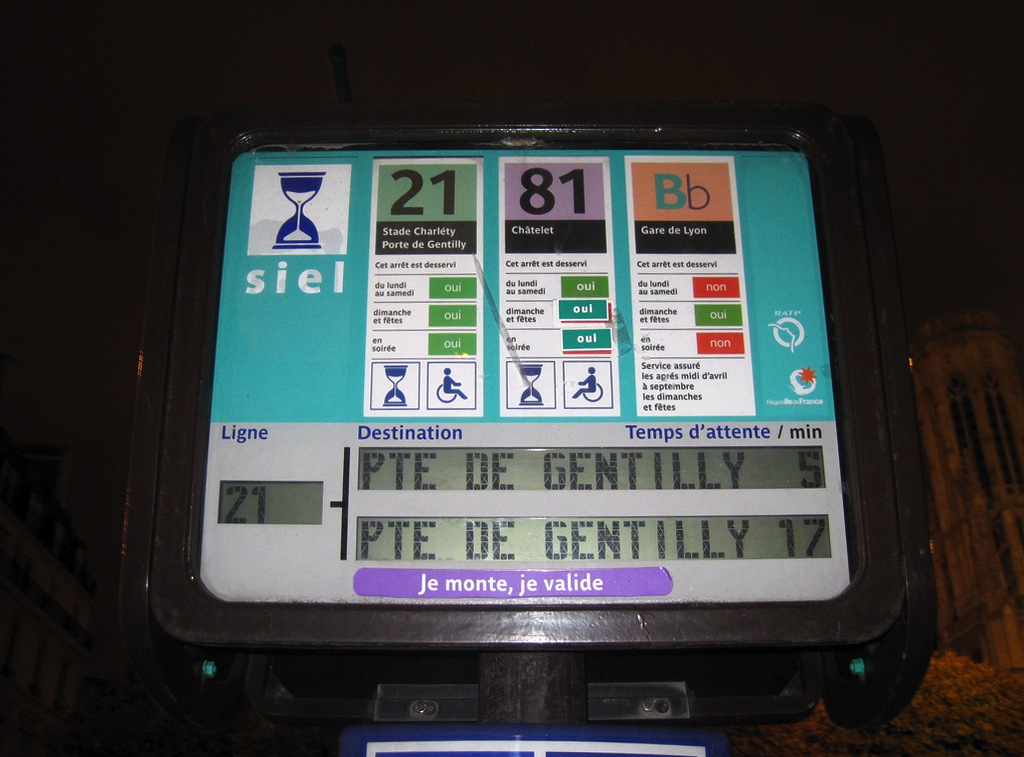
... ou intégrés aux têtes des poteaux d'arrêt de bus "tête de vache".

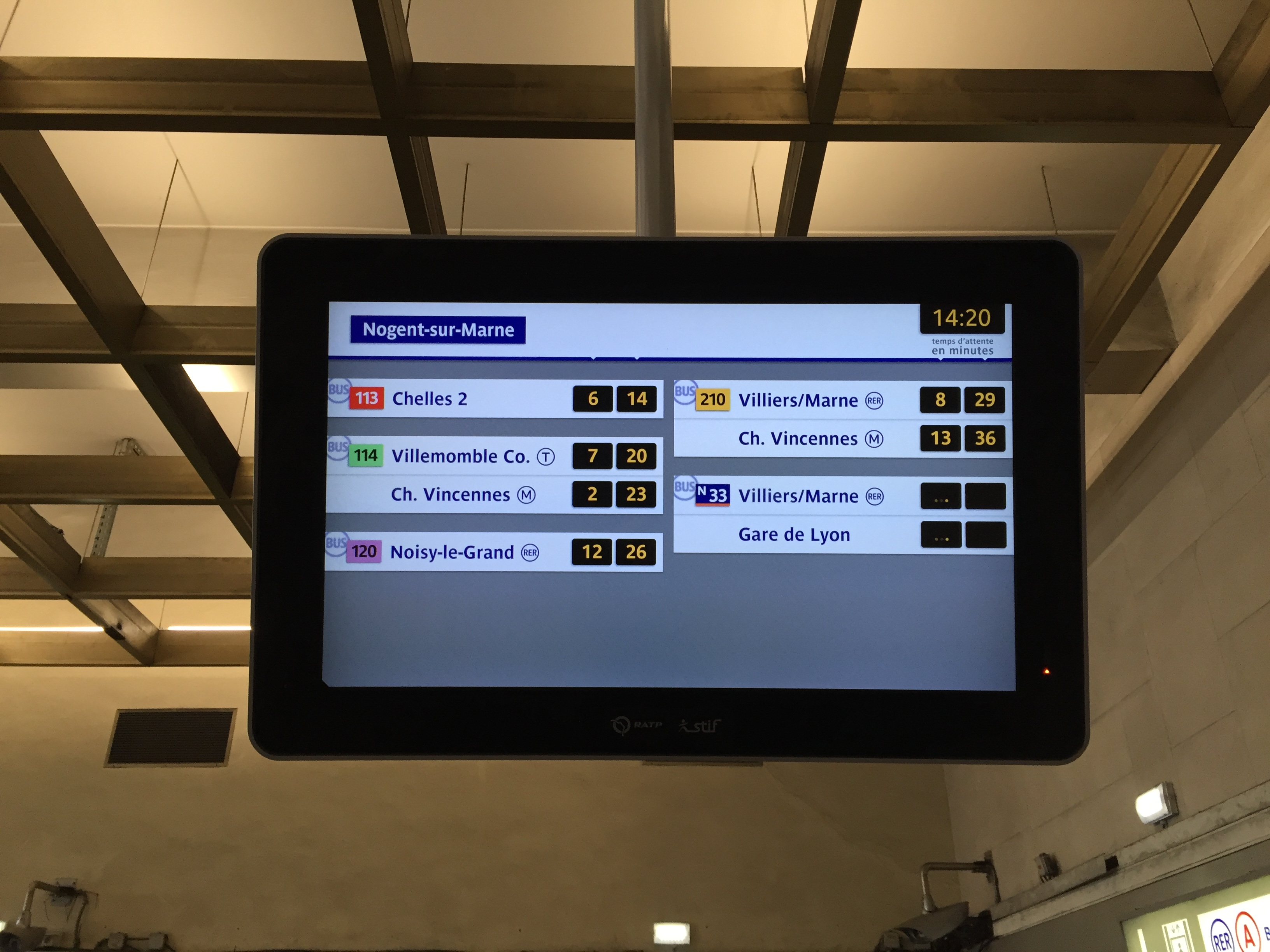
Écran indiquant les temps d'attente des prochains bus en correspondance avec une gare RER à la sortie de celle-ci.

## Fonctionnement

### Régulation
le système BIV est un système complet de régulation des autobus. Il permet de gérer les horaires des bus, leur départ en terminus, leur destination et d'éventuelles déviations.

## Données techniques
La version BIV bus s’appuie sur la radiolocalisation des véhicules par l’utilisation des satellites GPS, de la navigation à l'estime par l'utilisation d'odomètres sous la forme de roues phoniques et d'un système de map-matching permettant de positionner les bus sur une carte.
Cette radiolocalisation permet à la RATP :
- de réguler les lignes de bus ;
- de diffuser de l’information aux voyageurs aux points d’arrêt et à l’intérieur des bus sous forme d’annonces visuelles et sonores.

Les données GPS de géolocalisation sont transmises des bus au poste de commandement de la RATP par ondes radio. Ces données sont ensuite agrégées et retraitées afin de calculer pour chaque point d'arrêt l'attente estimée et pour chaque bus le temps prévisionnel avant les principaux points d'arrêts desservis. Ces informations sont retransmises aux bus et aux points d'arrêts par ondes radio.
Les temps d'attente visualisables aux points d'arrêt, les informations et les perturbations peuvent être consultés sur internet à partir des applications Bonjour RATP et IDF Mobilités ou sur le site internet de la RATP ou celui d'Île-de-France Mobilités.
Les données transmises aux afficheurs des abribus sont émises par voie radio depuis un émetteur de la RATP situé au sommet de la tour Montparnasse. Le système fonctionne dans la bande des 468 MHz avec un codage numérique propre à la RATP.